# Aleksandra Trzcielińska-Polus
Aleksandra Trzcielińska-Polus – polska politolog, profesor nauk humanistycznych, pracownik Instytutu Nauk o Polityce i Administracji Wydziału Nauk o Polityce i Komunikacji Społecznej Uniwersytetu Opolskiego.

## Życiorys
27 października 1995 obroniła pracę doktorską Wysiedleńcy z Polski w Republice Federalnej Niemiec w latach 1980-1990, 16 marca 2010 habilitowała się na podstawie pracy zatytułowanej Polska na forum Bundestagu (1990-2002). Współkształtowanie przez Parlament Związkowy polityki zagranicznej Niemiec w kontekście procesu integracji europejskiej. Została zatrudniona na stanowisku adiunkta w Katedrze Studiów nad Regionem na Wydziale Politologii, Socjologii i Administracji Wyższej Szkole Zarządzania i Administracji w Opolu, oraz w Państwowyw Instytucie Naukowym - Instytutu Śląskiego w Opolu.
Była profesorem nadzwyczajnym w Instytucie Politologii na Wydziale Historycznym i Pedagogicznym Uniwersytetu Opolskiego.
Jest profesorem w Instytucie Nauk o Polityce i Administracji Wydziału Nauk o Polityce i Komunikacji Społecznej Uniwersytetu Opolskiego.
25 lipca 2024 roku decyzją prezydenta RP otrzymała tytuł naukowy profesora. 